# Le Monastier (Lozère)
Ne doit pas être confondu avec Le Monastier-sur-Gazeille ou Le Monestier.
 (juillet 2025).
Si vous disposez d'ouvrages ou d'articles de référence ou si vous connaissez des sites web de qualité traitant du thème abordé ici, merci de compléter l'article en donnant les références utiles à sa vérifiabilité et en les liant à la section « Notes et références ».
Le Monastier est une ancienne commune du département de la Lozère.
Elle a fusionné avec Pin-Moriès en 1974, puis avec Chirac le 1er janvier 2016 pour former la commune nouvelle de Bourgs sur Colagne.

## Géographie
Le Monastier est situé à l'ouest du département de la Lozère, le long de la Colagne, affluent du Lot, à 6 km au sud-ouest de Marvejols, entre les Monts d'Aubrac au nord-ouest et le Causse de Sauveterre au sud-est. Le chef-lieu est à 610 mètres d'altitude.

## Etymologie

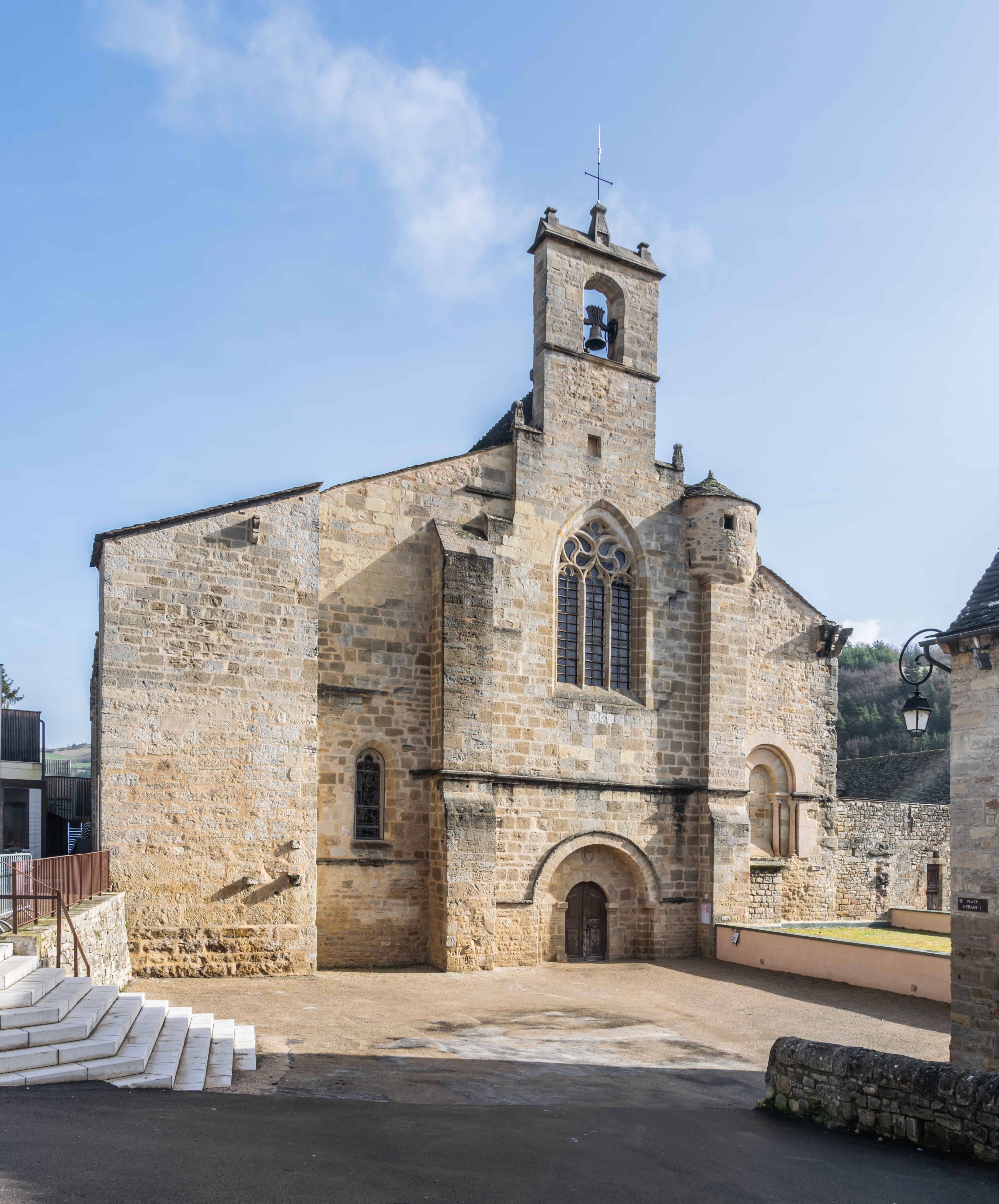
L'église Saint-Sauveur

Le Monastier dérive du latin monasterium, via l'occitan monestièr, signifiant monastère. Il s'agit ici du monastère Saint-Sauveur-de-Chirac, construit à la fin du XIe siècle, et dont il ne reste aujourd'hui que l'église, devenue église paroissiale du Monastier.

## Histoire
Le village du Monastier s'est développé à partir du XIIe siècle autour du monastère Saint-Sauveur-de-Chirac, le long de la route reliant Marvejols à la Canourgue, qui deviendra au XVIIIe siècle une partie de la route nationale 9.
Le véritable développement de la commune s'est effectué au XIXe siècle lors de la construction de la ligne de chemin de fer reliant Clermont-Ferrand à la côte languedocienne, dite ligne des Causses. En 1884 est inaugurée une section de ligne « de Séverac-le-Château à Mende avec embranchement du Monastier à Marvejols » (la ligne ne sera établie au nord de Marvejols qu'en 1887). Les services de Séverac à Mende devant rebrousser au Monastier, la gare du Monastier est établie comme gare de bifurcation (et parfois gare terminus), avec ce que cela suppose d'équipements techniques, développant l'activité de la commune.
Au XXe siècle, c'est le tourisme qui soutient l'activité de la commune.

## Communications et transports
- L'autoroute A75 (Clermont-Ferrand - Béziers) comporte un échangeur au Monastier. La Route nationale 88 a été aménagée en 2x2 voies et raccordée à l'A 75.
- La gare SNCF est desservie par les trains régionaux TER Occitanie, ou autocars liO de substitution, en provenance ou à destination de Marvejols, Saint-Chély-d'Apcher, Mende, la Bastide-Saint-Laurent-les-Bains et Nîmes[5].

## Lieux et monuments
- Les vestiges du monastère Saint-Sauveur-de-Chirac et l'église paroissiale.
- Le viaduc de la Colagne, par lequel la RN 88 franchit la Colagne au sud de la commune.